# Leptonycteris curasoae
Leptonycteris curasoae е вид бозайник от семейство Phyllostomidae. Видът е световно застрашен, със статут Уязвим.